# Prunus korshinskyi
Prunus korshinskyi — вид квіткових рослин із підродини мигдалевих (Amygdaloideae).

## Біоморфологічна характеристика
Це листопадний кущ заввишки до 350 см. 

## Поширення, екологія
Ареал: Туреччина, Сирія, Палестина, Саудівська Аравія. Населяє сухі райони на висоті від 1100 до 1800 метрів.

## Використання
Рослина збирається з дикої природи для місцевого використання в якості їжі. З листя можна отримати зелений барвник. З плодів можна отримати барвник від темно-сірого до зеленого. Цей вид, ймовірно, гібридизується з Prunus dulcis, мигдалем, і може бути використаний у селекційних програмах.